# Internacia Katolika Unuiĝo Esperantista
De Internacia Katolika Unuiĝo Esperantista ("Internationale Katholieke Esperantistische Vereniging"), afgekort tot IKUE, is een in 1910 opgerichte organisatie van katholieke esperantisten. De zetel is gevestigd in Rome. De doelstelling van de IKUE is meerledig en richt zich op:
- de geloofsverkondiging;
- door een gezamenlijke taal over culturele en andere grenzen heenstappend een teken zijn voor de eenheid van de Kerk;
- door internationale samenwerking bijdragen aan de vrede;
- het streven naar eenheid in Jezus’ naam.

De oud-voorzitter van de Europese Bisschoppenconferentie Consilium Conferentiarum Episcoporum Europae Miloslav Vlk, zelf esperantist, is beschermheer van de Internacia Katolika Unuiĝo Esperantista. Beschermheiligen zijn H. Pius X en H. Maximiliaan Kolbe.

## Geschiedenis
Het initiatief tot de verspreiding van het Esperanto onder katholieken ontstond naar aanleiding van de belangstelling van enkele geestelijken. Hiertoe behoorden de bisschop van Tiraspol Anton Zerr uit Zuid-Rusland en de prelaat Aleksandras Dambrauskas (ook gepoloniseerd Dombrowski) uit Kaunas. In Frankrijk publiceerde Louis de Beaufront een katholiek gebedenboek in het Esperanto (“preĝareto”), dat hij 1906 aanbod aan paus Pius X.
De uitgave van het tijdschrift Espero Katolika in 1903 ging uit van de Franse pastoor Emile Peltier. In 1905 werd op het eerste Algemene Congres (Universala Kongreso) in Boulogne-sur-Mer de eerste bijeenkomst van katholieke esperantisten georganiseerd. De bij die gelegenheid opgedragen mis werd bijgewoond door Lejzer Zamenhof. In de jaren erna kreeg Peltier toestemming om tijdens de liturgie in het Esperanto te preken en ontving voor al zijn activiteiten de apostolische zegen. Op het Algemene Congres van esperantisten in 1909 werd door katholieke leden besloten om een katholieke esperantistenorganisatie te starten. De Internacia Katolika Unuiĝo Esperantista werd 1910 opgericht in Parijs. Eerste voorzitter was de Britse geestelijke Austin François Richardson Taylor.

## Verspreiding
Anno 2006 bestaan er afdelingen in de volgende landen: Argentinië, België, Benin, Brazilië, Canada, Cuba, Duitsland, Denemarken, Estland, Frankrijk, Groot-Brittannië, Hongarije, Italië, Japan, Kongo, Kroatië, Letland, Litouwen,
Madagaskar, Mexico, Nederland, Nieuw-Zeeland, Oekraïne, Oostenrijk, Polen, Portugal, Roemenië, Rusland, Slowakije, Spanje, Thailand, Tsjechië en de Verenigde Staten.

## Publicaties
Het sinds 1903 uitgegeven tijdschrift Espero Katolika werd in 1910 lijforgaan van de IKUE. Espero Katolika is het oudste nog steeds verschijnende esperantoperiodiek. De Internacia Katolika Unuiĝo Esperantista verzorgt onder meer de uitgave van het missaal in het Esperanto.

## Voorzitters IKUE
1. Austin François Richardson Taylor (1843–1913), 1910–1913
2. Patrick Parker (1869–1948), 1913–1920
3. Lambert Johan Joseph Marie Poell (1872–1937), 1920–1921
4. Paulus Antonius Schendeler (1878–?), 1921–1924
5. Francisko de Paul Meštan (1865–?), 1924–1927
6. Juan Font i Giralt (1899–1936), 1927–1935
7. Marie Larroche (1854–1940), interim–voorzitter 1934–1935
8. Petrus Heilker (1883–1964), 1935–1950
9. Alfons Beckers (1908–1994), 1950–1966
10. Jacques Tuinder (*1933), 1966–1971
11. Ferdinando Longoni (1916–1975), 1971–1975
12. Czesław Biedulski (*1936), 1976–1979
13. Duilio Magnani (1928–2010), 1979–1995
14. Antonio De Salvo (*1942), 1995–2003
15. Miloslav Šváček (*1941), 2003–2012
16. Ioannes Daminelli (1943–2019), 2012–19
17. Maria Belošević (*1965), sinds 2019